# 476. pehotni polk (Wehrmacht)
Za druge 476. polke glejte 476. polk.
476. pehotni polk (izvirno nemško Infanterie-Regiment 476) je bil eden izmed pehotnih polkov v sestavi redne nemške kopenske vojske med drugo svetovno vojno.

## Zgodovina
Polk je bil ustanovljen 26. avgusta 1939 kot polk 4. vala iz nadomestnih bataljonov: I. in II. 31. ter I. 11. pehotnega polka; polk je bil dodeljen 256. pehotni diviziji. 
2. februarja 1940 je bil II. bataljon izvzet iz sestave in dodeljen 504. pehotnemu polku; 20. novembra istega leta je podobna usoda doletela tudi III. bataljon, ki je bil dodeljen 687. pehotnemu polku; obe enoti sta bili nadomeščeni.
8. junija 1942 je bil v bojih razpuščen III. bataljon.
15. oktobra 1942 je bil polk preimenovan v 476. grenadirski polk.